# Psephotellus
Psephotellus is een geslacht van vogels uit de familie Psittaculidae (papegaaien van de Oude Wereld).

## Soorten
Het geslacht kent de volgende soorten:
- Psephotellus chrysopterygius – Geelschouderparkiet
- Psephotellus dissimilis – Kapparkiet
- Psephotellus varius – Regenboogparkiet

### Uitgestorven
- † Psephotellus pulcherrimus – Paradijsparkiet